# Świdwin
 (avril 2022).
Si vous disposez d'ouvrages ou d'articles de référence ou si vous connaissez des sites web de qualité traitant du thème abordé ici, merci de compléter l'article en donnant les références utiles à sa vérifiabilité et en les liant à la section « Notes et références ».
Świdwin (en allemand : Schivelbein) est une ville au centre de la voïvodie de Poméranie occidentale, dans le nord-ouest de la Pologne. Elle est le chef-lieu du powiat de Świdwin.

## Géographie
La ville est située dans la région historique de Poméranie ultérieure, à environ 100 kilomètres à l'est de Szczecin (Stettin) et à 44 kilomètres au sud de la côte Baltique à Kołobrzeg. Le centre se trouve sur la rive gauche de la rivière Rega.
La gare de Świdwin a des connexions avec de nombreuses villes, y compris Stargard Szczeciński, Szczecin, Białogard, Koszalin, Gdynia et Gdańsk. L'aéroport le plus proche est celui de Goleniów.

## Histoire

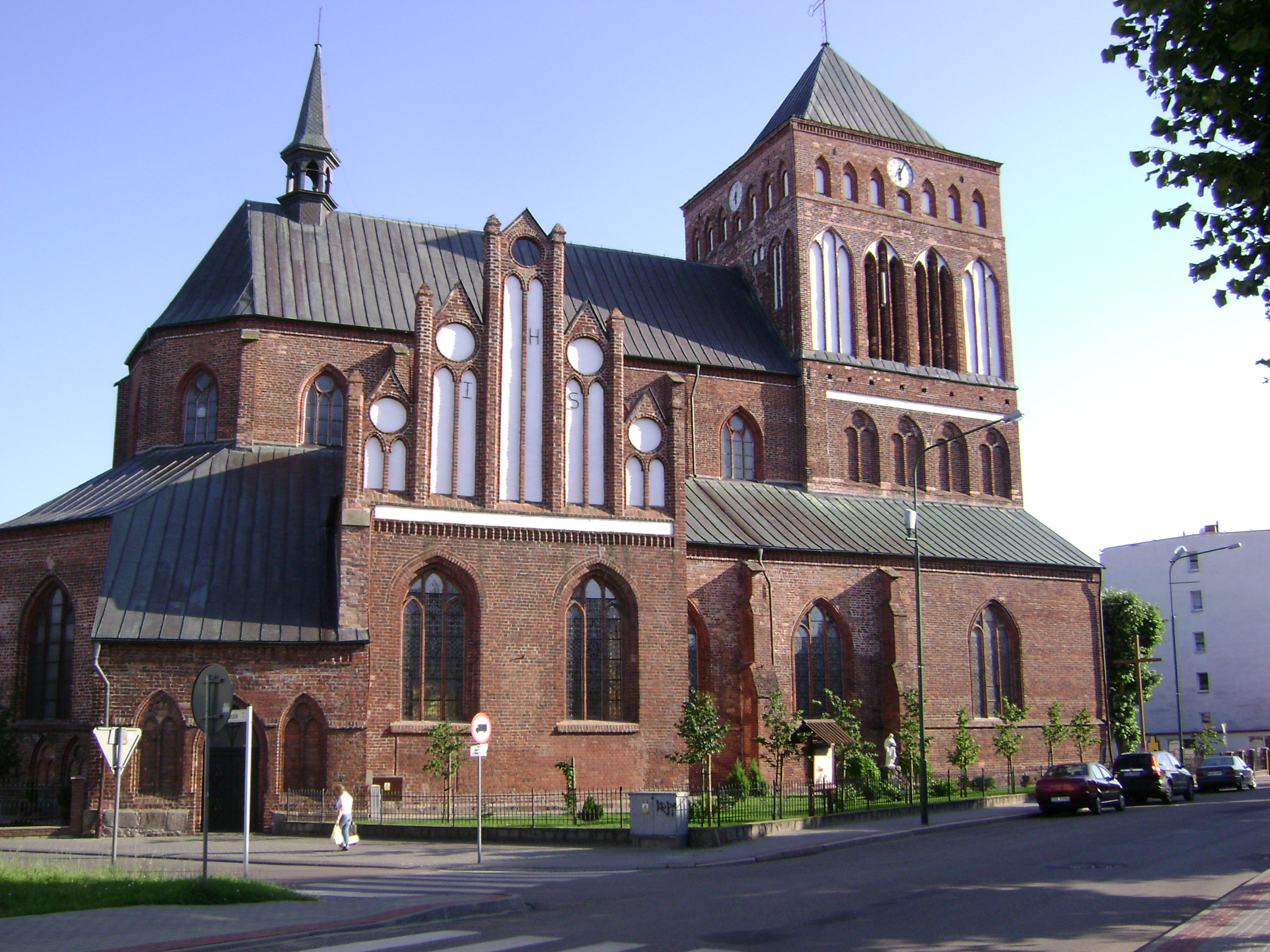
L'église Sainte-Marie.

Au XIIIe siècle, la région entrait dans la zone d'influence du duc Barnim Ier de Poméranie ; en 1248, il la céda aux princes-évêques de Cammin. En même temps, les margraves de Brandebourg élargissaient leur territoire de la «  Nouvelle-Marche » vers le nord-est et vingt ans plus tard acquièrent les possessions. Déjà en 1296, Schivelbein est désignée comme une ville. La première forteresse de Schivelbein date de la première moitié du XIVe siècle. En 1384, les domaines passèrent aux mains de l'ordre Teutonique.
À nouveau sous la domination du Brandebourg depuis 1455, Schivelbein demeura une ville frontalière entourée du duché de Poméranie sur trois côtes. Le château était transformé en résidence de l'ordre de Saint-Jean en 1540. La ville fut dévastée dans la guerre de Trente Ans durant laquelle l'Armée impériale et les forces de l'Empire suédois se livrèrent des combats sanglants. À partir de 1742, Schivelbein fait partie de l'arrondissement de Belgard-sur-la-Persante (de). Après une reprise, la guerre de Sept Ans (1756-1763) et l'occupation française au cours des guerres napoléoniennes ont affecté l'économie de la région.
Au cours des Réformes prussiennes, en 1816, Schivelbein revient au district de Köslin au sein de la province de Poméranie. Jusqu’à la fin de la Seconde Guerre mondiale, la ville reste sous la souveraineté de la Prusse puis du Reich allemand. Occupée par l'Armée rouge en 1945, elle est rattachée à la république de Pologne ; la population germanophone restante est expulsée et remplacée par des Polonais.

## Personnalités
- Rudolf Virchow (1821–1902), médecin pathologiste et homme politique.

## Honneurs
L'astéroïde (420779) Świdwin porte son nom.